# Белкина, Надежда Николаевна
Надежда Николаевна Белкина (укр. Надія Миколаївна Бєлкіна; род. 30 сентября 1990, Звенигово, Марийская АССР) — украинская биатлонистка, ранее выступавшая за Россию. Мастер спорта России.

## Биография
Воспитанница СДЮСШОР г. Звенигово. Входила в состав юниорской сборной России. Перед сезоном 2011/2012 Надежда Белкина вместе со своей сестрой Татьяной и ещё с тремя спортсменками решили перейти выступать за сборную Украины. Из-за того, что Белкины ранее привлекались в различные российские сборные, им пришлось пропустить один сезон из-за наложенного на них «карантина». Позднее свой переход Надежда Белкина объяснила тем, что в России она сталкивалась с серьёзной конкуренцией. Кроме того, у неё возникали финансовые сложности.
С сезона 2012/2013 спортсменка стала выступать в розыгрыше Кубка IBU. На этапах Кубка мира Белкина дебютировала в сезоне 2014/2015. В своей первой же гонке ей удалось набрать зачётные очки. 6 декабря 2014 года в спринте на этапе в шведском Эстерсунде, она, отстреляв на ноль, замкнула «тридцатку» сильнейших. С 2020 года запасная в сборной.

## Образование
Обучалась в Марийском государственном педагогическом институте по специальности «Преподаватель физической культуры». После окончания третьего курса в 2011 году уехала на Украину.